# Donji Čemehovec
Donji Čemehovec is een plaats in de gemeente Dubravica in de Kroatische provincie Zagreb. De plaats telt 44 inwoners (2001).